# Huguette Graux-Berthoux
Pour les articles homonymes, voir Graux.
Huguette Graux-Berthoux, née le 27 mai 1917 à Paris et morte le 2 février 2003 à Clamart, est une artiste peintre française. Principalement paysagiste, elle a aussi peint fleurs et natures mortes.

## Biographie
Huguette Graux-Berthoux est la fille de Jeanne Biva-Berthoux, et la petite fille du peintre Paul Biva.
Elle signe ses œuvres de jeunesse « Huguette Biva-Berthoux »", puis « Huguette Graux-Berthoux » après son mariage avec Martin Graux, fils du peintre et illustrateur Louis-William Graux.
Elle étudie à « l’École de Dessin » de Suzanne et Gigi Coutant (créée par Raymond Bonheur en 1803), dont elle obtiendra le diplôme de professeur de dessin, peinture et sculpture en 1941, avant d'entrer à l’École des Beaux Arts de Paris, où elle sera élève d'Eugène Narbonne. Elle suivit par ailleurs l'enseignement de Jean-Gabriel Goulinat, ainsi que des cours de sculpture.
Huguette Graux-Berthoux a une prédilection pour la montagne, en été comme sous la neige, notamment la Haute-Savoie. Mais elle a aussi peint des paysages dans de nombreuses régions de France, particulièrement en Île-de-France, à Paris et autour des villes de Sceaux et de Châtenay-Malabry où elle a résidé de 1955 à 2003,,. Ses voyages en Europe (Écosse, Pays-Bas, Norvège, Suisse…) sont également l'occasion de nombreuses peintures à l'huile et aquarelles.
Elle peindra toute sa vie, et, parallèlement, très soucieuse de former et de promouvoir la culture artistique, elle enseignera les arts plastiques de 1960 à 1993, au Centre culturel-Initiation artistique de Sceaux et au lycée Sophie Barat de Châtenay-Malabry. Elle recevait également dans son atelier où elle enseignant la peinture et la sculpture . Elle sera par ailleurs présidente du Salon de Châtenay Malabry de 1978 à 1993. Ces activités lui vaudront de se voir décerner la Médaille d'or de la jeunesse et des sports en juillet 1998, en « témoignage de son très grand dévouement à la promotion et à l'enseignement des arts plastiques ».

## Salons à Paris et en province
- 1941 – Salon des Tuileries, Environs de Vichy

### 1952 à 1979 -Salon des artistes français
Huguette Graux-Berthoux expose régulièrement au Salon des artistes français jusqu'en 1979. Elle obtient une Mention Honorable au Salon de 1952, et reçoit le Prix de la Savoie cette même année. Elle a également été lauréate du Prix de la Fondation Taylor, et Médaille d'argent du Salon des artistes français en 1961. 
Deux de ses œuvres ont été acquises par l'Institut de France.
- 1952 : Faverolles, Gibanaz, Les Chavannes – Mention Honorable, Prix de la Savoie
- 1953 : Roc d'Enfer, Super Morzine
- 1954 : Le Marcelly, le Col de Joux Plane
- 1955 : Musée de Cluny (deux peintures)
- 1956 : Val d'Aulnay, Xoulces, Ferme à Sceaux
- 1957 : Le val d'Aulnay, propriété Croux, La rue Eugène Sinet, Maison à Châtenay
- 1958 : Le Mont-Blanc, Serrière (Ain), Val d'Aulnay
- 1959 : Val d'Aulnay, Pépinière Croux, Montagne (Pic du Marcelly)
- 1960 : Château de Sorel, Maison de Pierre Curie à Sceaux, Châtenay
- 1961 : Maison de Chateaubriand (Vallée aux Loups), Manoir de Kertugal, Maison Lacour-Gayet – Médaille d'argent
- 1962 : Vallée de Sallanches, Église de Combloux, Servoz
- 1963 : Val d'Aulnay, Sceaux
- 1964 : Le Rocher (Mayenne), Aiguille du Goûter-les Houches, Dôme du Goûter
- 1965 : Le Pont Neuf (Paris)
- 1966 : Val d'Aulnay sous la neige, Val d'Aulnay, Châtenay
- 1968 : Nature morte, Les Gets Les Folliets (Haute-Savoie)
- 1970 : Le Mont-Blanc, le Marcelly, Col de Joux Plane, Pointe de Nyon
- 1971 : Fleurs, Paysages (deux peintures)
- 1972 : Paysages en Écosse (deux peintures)
- 1973 : Écosse (deux peintures), Peyrusse-le-Roc
- 1974 : Montagne, Trouville (deux peintures)
- 1975 : Paysages (deux peintures)
- 1976 : Nature morte, Belle-Île en Mer (deux peintures)
- 1977 : Paysages (deux peintures)
- 1978 : Nature morte, Santillana del mar (deux peintures)
- 1979 : Deux peintures

### Salons enÎle-de-Franceet en province
- 1971, 1972 : Salon Berruyer (Bourges)
- 1975 : Salon de Sceaux, prix du thème
- 1976 - Juin-juillet 1976 : Salon Saint-Honoré Matignon, Galerie Bernheim-Jeune, Paris
- 1987 : Exposition personnelle à la Mairie de Châtenay Malabry, dont Le Val d'Aulnay sous la neige acquis par la mairie.
- 1988 : Salon de Châtenay-Malabry, prix du thème
- 1989, 1997, 1999, 2001 : Exposition au CREPS de Châtenay Malabry, dont Les Rosières, Maison du peintre Fautrier, La maison de Lacour-Gayet, Maison Thévenin à Châtenay-Malabry…

### Collections
- Collection du Musée du Château de Sceaux :
  - Le val d'Aulnay, propriété Croux

- Collection du CREPS de Châtenay-Malabry : 
  - La maison de Chateaubriand, huile sur toile
  - Parc de la mairie de Châtenay sous la neige, aquarelle, 1987
  - Une jeune femme assise sur un tabouret, aquarelle, 1996
  - Une branche de cerisier en fleurs, aquarelle, 1988

## Liens
- Huguette Graux-Berthoux
- Collection du Château de Sceaux
- [PDF] Article